# 大河内記念会
公益財団法人大河内記念会（おおこうちきねんかい）、英語: Okochi Memorial Foundation）は、科学技術の向上と産業振興を促進することを目的に活動する公益法人。
東京帝国大学教授、理化学研究所第3代所長であった大河内正敏の功績を称え、その遺志である生産工学の振興を目的として設立された。

## 沿革
- 1954年（昭和29年）4月21日 - 大河内記念会を設立
- 1958年（昭和33年）2月6日 - 財団法人化（科学技術庁所管）
- 2012年（平成14年）5月1日 - 公益財団法人化（内閣総理大臣認定）

## 主たる事業
- 大河内賞贈呈事業
- 大河内賞受賞業績の出版
- 講演会・工場見学会の主催

## 大河内賞
生産工学・生産技術分野の卓越した業績を顕彰する大河内賞の贈呈事業を運営している。
賞には個人・グループを対象とした記念賞、記念技術賞と、企業、企業内組織、研究組織を対象とした生産特賞、生産賞がある。
申請は他薦・自薦いずれも可で、一般に募集している。